# 朱國榮
朱國榮（1953年—），原名朱子昭（一說為朱子超），中國黑幫份子與企業家。其生於中華人民共和國廣東省，後偷渡至英屬香港，並於當地犯下南通銀行解款車劫殺案。後以反共義士身份取得中華民國身份證，成為國寶集團總裁。2023年因違反證券交易法遭判刑後棄保潛逃，離開台灣，遭到通緝。

## 生平
朱國榮出生於中華人民共和國廣東省，曾加入中國共產黨少年先鋒隊。之後在文化大革命期間，偷渡至英屬香港並成為大圈仔。1980年，朱國榮與其他六名共犯，由香港赴澳門，武裝搶劫南通銀行（今中國銀行澳門分行）運鈔車，得手一千多萬元，過程中殺害一名保全。事後三名共犯被捕，朱國榮與其他四位共犯逃亡，中華人民共和國以殺人罪對他進行無限期通緝。
朱國榮潛逃至馬來西亞後，持假護照化名張炳坤再進入台灣。並於1982年協助其他大圈仔偷渡進入台灣，遭國防部反情報總隊逮捕，送綠島感化教育五年。出獄時，因他承認為中國共產黨黨員，成為反共義士，取得中華民國身份證。出獄後，從事珠寶生意。1990年，因涉及走私槍械與洗錢，判刑1年2個月。刑滿出獄時，改名朱國榮。
2007年，朱國榮買下國寶集團股權，並取得龍邦、松崗、泰山公司的經營權。2023年，被指控以國寶人壽炒作龍邦股票，從中獲利逾六億元。同時涉及台灣人壽保險內線交易案。經高等法院判決違反證券交易法，分別判刑8年與16年。在上訴最高法院過程中，棄保潛逃，離開台灣，遭到通緝。事後檢警追查，2023年8月6日，由女友父親陳泰壽前往香港，幫朱國榮取得萬那杜護照後，再購買遊艇逃過海巡追查，並偷渡至菲律賓。之後又再從菲律賓搭私人班機往萬那杜、和女友搭包機飛到以色列。2023年10月7日，以巴衝突，和女友再搭機往俄羅斯之後行蹤不明。

## 流行文化
1984年上映的香港電影《省港旗兵》，故事來自朱國榮在1980年犯下的南通銀行解款車劫殺案。

## 外部連結
- 法務部調查局的朱國榮通緝犯資料明細